# Trygve Haavelmo
Trygve Magnus Haavelmo (n. 13 decembrie 1911, Comuna Skedsmo, Akershus, Norvegia – d. 28 iulie 1999, Comuna Bærum, Akershus, Norvegia) a fost un economist norvegian, laureat al Premiului Nobel pentru economie (1989).